# Dresdner Sportclub 1898 2022-2023 (pallavolo femminile)
Questa voce raccoglie le informazioni riguardanti il Dresdner Sportclub 1898 nelle competizioni ufficiali della stagione 2022-2023.

## Stagione
Il Dresdner Sportclub 1898 partecipa alla stagione 2022-23 senza alcuna denominazione sponsorizzata.
In 1. Bundesliga ottiene il quinto posto in regular season, accedendo ai play-off scudetto, dove viene eliminato in semifinale dal MTV Stoccarda. In Coppa di Germania viene invece eliminato ai quarti di finale, sconfitto dal Potsdam.
In ambito europeo è di scena in Coppa CEV, terminano la sua corsa ai sedicesimi di finale, nel doppio confronto con le italiane della UYBA.

## Organigramma societario
Area direttiva
- Presidente: Jörg Dittrich

Area tecnica
- Allenatore: Alexander Waibl
- Allenatore in seconda: Markus Steuerwald, Sarah Straube
- Assistente allenatore: Łukasz Zarębkiewicz
- Scoutman: Max Filip

Area sanitaria
- Medico: Attila Höhne, Tino Lorenz
- Fisioterapista: Jacek Bentkowski

## Rosa
| N° | Nome              | Ruolo | Data di nascita  | Nazionalità sportiva |
| -- | ----------------- | ----- | ---------------- | -------------------- |
| 1  | Linda Bock        | L     | 27 maggio 2000   | Germania             |
| 2  | Larissa Winter    | P     | 12 aprile 2004   | Germania             |
| 3  | Marie Hänle       | O     | 8 settembre 2002 | Germania             |
| 5  | Lotte Goertz      | L     | 29 gennaio 2005  | Germania             |
| 5  | Hanna Kögler      | S     | 2 ottobre 2004   | Germania             |
| 5  | Mira Ledermüller  | P     | 14 febbraio 2004 | Germania             |
| 5  | Mette Pfeffer     | C     | 12 luglio 2005   | Germania             |
| 6  | Jennifer Geerties | S     | 5 aprile 1994    | Germania             |
| 7  | Mika Grbavica     | O     | 8 dicembre 2001  | Croazia              |
| 8  | Monique Strubbe   | C     | 5 luglio 2001    | Germania             |
| 9  | Lena Linke        | C     | 18 dicembre 2003 | Germania             |
| 10 | Lara Berger       | S     | 2 novembre 2001  | Germania             |
| 11 | Květa Grabovská   | P     | 29 maggio 2002   | Rep. Ceca            |
| 12 | Sophie Dreblow    | L     | 9 luglio 1998    | Germania             |
| 13 | Kayla Haneline    | C     | 7 aprile 1994    | Stati Uniti          |
| 14 | Elisa Lohmann     | L     | 22 luglio 1998   | Germania             |
| 15 | Julia Wesser      | S     | 4 giugno 2003    | Germania             |
| 16 | Ágnes Pallag      | S     | 2 settembre 1993 | Ungheria             |
| 17 | Annick Meijers    | S     | 23 marzo 2000    | Paesi Bassi          |
| 18 | Sarah Straube     | P     | 26 aprile 2002   | Germania             |

## Statistiche

### Statistiche di squadra
| Competizione      | Punti | In casa | In casa | In casa | In trasferta | In trasferta | In trasferta | Totale | Totale | Totale |
| Competizione      | Punti | G       | V       | P       | G            | V            | P            | G      | V      | P      |
| ----------------- | ----- | ------- | ------- | ------- | ------------ | ------------ | ------------ | ------ | ------ | ------ |
| 1. Bundesliga     | 29    | 12      | 5       | 7       | 14           | 8            | 6            | 26     | 13     | 13     |
| Coppa di Germania | -     | 1       | 0       | 1       | 1            | 1            | 0            | 2      | 1      | 1      |
| Coppa CEV         | -     | 1       | 0       | 1       | 1            | 0            | 1            | 2      | 0      | 2      |
| Totale            | -     | 14      | 5       | 9       | 16           | 9            | 7            | 30     | 14     | 16     |

G = partite giocate; V = partite vinte; P = partite perse

### Statistiche dei giocatori
| Giocatrice     | 1. Bundesliga | 1. Bundesliga | 1. Bundesliga | 1. Bundesliga | 1. Bundesliga | Coppa di Germania | Coppa di Germania | Coppa di Germania | Coppa di Germania | Coppa di Germania | Coppa CEV | Coppa CEV | Coppa CEV | Coppa CEV | Coppa CEV | Totale | Totale | Totale | Totale | Totale |
| Giocatrice     | P             | PT            | AV            | MV            | BV            | P                 | PT                | AV                | MV                | BV                | P         | PT        | AV        | MV        | BV        | P      | PT     | AV     | MV     | BV     |
| -------------- | ------------- | ------------- | ------------- | ------------- | ------------- | ----------------- | ----------------- | ----------------- | ----------------- | ----------------- | --------- | --------- | --------- | --------- | --------- | ------ | ------ | ------ | ------ | ------ |
| L. Berger      | 25            | 283           | 236           | 27            | 20            | 1                 | 22                | 18                | 4                 | 0                 | 2         | 22        | 18        | 2         | 2         | 28     | 327    | 272    | 33     | 22     |
| L. Bock        | 22            | 148           | 123           | 18            | 7             | 1                 | 6                 | 5                 | 0                 | 1                 | 2         | 12        | 10        | 2         | 0         | 25     | 166    | 138    | 20     | 8      |
| S. Dreblow     | 21            | 0             | 0             | 0             | 0             | 1                 | 0                 | 0                 | 0                 | 0                 | 1         | 0         | 0         | 0         | 0         | 23     | 0      | 0      | 0      | 0      |
| J. Geerties    | 26            | 317           | 256           | 40            | 21            | 1                 | 7                 | 7                 | 0                 | 0                 | 2         | 15        | 13        | 2         | 0         | 29     | 339    | 276    | 42     | 21     |
| L. Goertz      | -             | -             | -             | -             | -             | -                 | -                 | -                 | -                 | -                 | -         | -         | -         | -         | -         | -      | -      | -      | -      | -      |
| K. Grabovská   | 22            | 11            | 4             | 3             | 4             | 1                 | 0                 | 0                 | 0                 | 0                 | 2         | 1         | 1         | 0         | 0         | 25     | 12     | 5      | 3      | 4      |
| M. Grbavica    | 7             | 15            | 13            | 2             | 0             | 0                 | 0                 | 0                 | 0                 | 0                 | 1         | 10        | 8         | 1         | 1         | 8      | 25     | 21     | 3      | 1      |
| K. Haneline    | 26            | 250           | 164           | 52            | 34            | 1                 | 6                 | 4                 | 2                 | 0                 | 2         | 24        | 11        | 9         | 4         | 29     | 280    | 179    | 63     | 38     |
| M. Hänle       | 5             | 3             | 3             | 0             | 0             | -                 | -                 | -                 | -                 | -                 | -         | -         | -         | -         | -         | 5      | 3      | 3      | 0      | 0      |
| H. Kögler      | -             | -             | -             | -             | -             | -                 | -                 | -                 | -                 | -                 | -         | -         | -         | -         | -         | -      | -      | -      | -      | -      |
| M. Ledermüller | -             | -             | -             | -             | -             | -                 | -                 | -                 | -                 | -                 | -         | -         | -         | -         | -         | -      | -      | -      | -      | -      |
| L. Linke       | 6             | 2             | 0             | 1             | 1             | 0                 | 0                 | 0                 | 0                 | 0                 | 2         | 4         | 2         | 1         | 1         | 8      | 6      | 2      | 2      | 2      |
| E. Lohmann     | 22            | 0             | 0             | 0             | 0             | 1                 | 0                 | 0                 | 0                 | 0                 | 0         | 0         | 0         | 0         | 0         | 23     | 0      | 0      | 0      | 0      |
| A. Meijers     | 10            | 128           | 109           | 13            | 6             | -                 | -                 | -                 | -                 | -                 | -         | -         | -         | -         | -         | 10     | 128    | 109    | 13     | 6      |
| Á. Pallag      | 21            | 101           | 88            | 8             | 5             | 0                 | 0                 | 0                 | 0                 | 0                 | 1         | 13        | 11        | 1         | 1         | 22     | 114    | 99     | 9      | 6      |
| M. Pfeffer     | -             | -             | -             | -             | -             | -                 | -                 | -                 | -                 | -                 | -         | -         | -         | -         | -         | -      | -      | -      | -      | -      |
| S. Straube     | 15            | 38            | 19            | 6             | 13            | 1                 | 1                 | 1                 | 0                 | 0                 | 2         | 4         | 3         | 0         | 1         | 18     | 43     | 23     | 6      | 14     |
| M. Strubbe     | 26            | 272           | 172           | 70            | 30            | 1                 | 7                 | 4                 | 2                 | 1                 | 2         | 21        | 11        | 9         | 1         | 29     | 300    | 187    | 81     | 32     |
| J. Wesser      | 16            | 28            | 23            | 1             | 4             | 1                 | 0                 | 0                 | 0                 | 0                 | 2         | 4         | 4         | 0         | 0         | 19     | 32     | 27     | 1      | 4      |
| L. Winter      | 7             | 0             | 0             | 0             | 0             | -                 | -                 | -                 | -                 | -                 | -         | -         | -         | -         | -         | 7      | 0      | 0      | 0      | 0      |

P = presenze; PT = punti totali; AV = attacchi vincenti; MV = muri vincenti; BV = battute vincenti